# Eleições gerais na República Democrática do Congo em 2006
As eleições gerais foram realizadas na República Democrática do Congo em 30 de julho de 2006, as primeiras eleições multipartidárias no país em 41 anos. Os eleitores foram às urnas para eleger um novo presidente da República e uma nova Assembleia Nacional, a câmara baixa do Parlamento.
O processo eleitoral foi boicotado pelo principal líder da oposição, Étienne Tshisekedi, que se queixou de fraude. A comunidade internacional doou $ 460 milhões para financiar as eleições e implantou a maior operação de paz da ONU, a MONUC, para auxiliar na estabilidade das eleições. Embora o primeiro turno das eleições transcorresse de forma relativamente pacífica, a coleta dos resultados provou ser caótica, levando a confrontos armados e crescente temores de instabilidade. Como resultado, as autoridades eleitorais da República Democrática do Congo anunciaram que iriam começar a liberar os resultados parciais mais cedo em vez de apenas anunciar a contagem final em 20 de agosto. 
Em 20 de agosto, a Comissão Eleitoral Independente divulgou seus resultados provisórios preliminares das eleições presidenciais, indicando que nenhum dos candidatos conseguiu obter uma maioria, o que conduziria a um segundo turno em 29 de outubro. Naquele dia, os eleitores foram às urnas para votar:
- num segundo turno para a Presidência, uma vez que nenhum candidato obteve mais de 50% dos votos;
- numa eleição dos parlamentos provinciais. [4]

Nas eleições presidenciais, os dois principais candidatos foram Joseph Kabila e Jean-Pierre Bemba. Quanto às eleições legislativas, dos 500 assentos em disputa, o Partido Popular pela Reconstrução e Democracia, dos partidários de Kabila, obteve 111. O segundo partido mais votado foi o Movimento de Libertação do Congo com 64 deputados. Um parlamento muito fragmentado foi criado com dezenas de partidos políticos.
Em 15 de novembro, o Comissão Eleitoral Independente divulgou seus resultados provisórios completos para o segundo turno da eleição presidencial, indicando que Joseph Kabila venceu, derrotando Bemba por quase três milhões de votos. Os resultados foram, no entanto, rejeitados por Bemba, que alegou irregularidades. Em 27 de novembro, a Suprema Corte da República Democrática do Congo confirmou que Kabila ganhou as eleições.
Como resultado das eleições vários confrontos ocorreriam no ano 2006 entre as tropas de Joseph Kabila e as de Jean-Pierre Bemba na República Democrática do Congo, a partir de 20 de agosto de 2006, data do anúncio dos resultados do primeiro turno.